# San Giacomo (Siena)

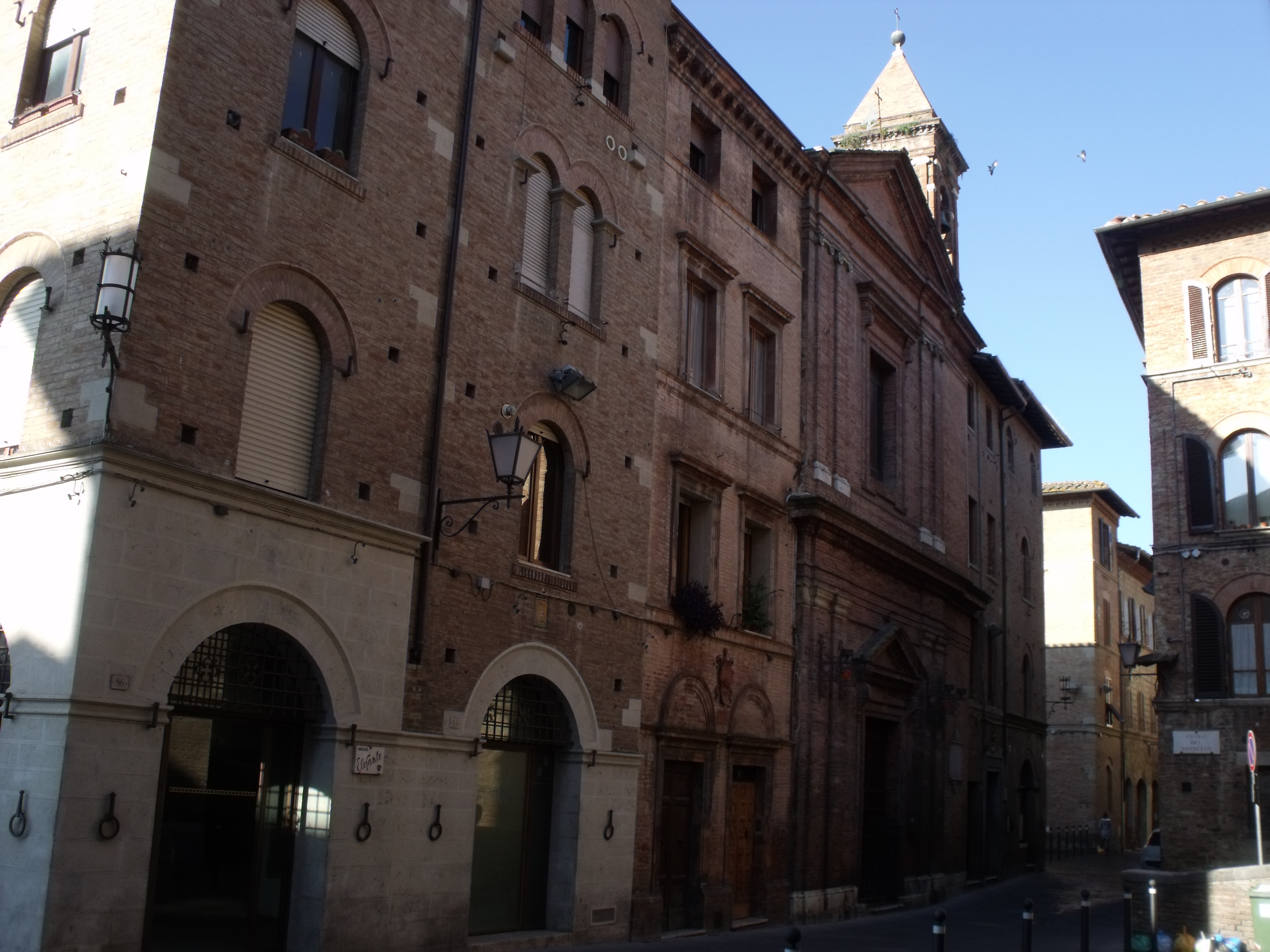
De kerk van San Giacomo in Siena

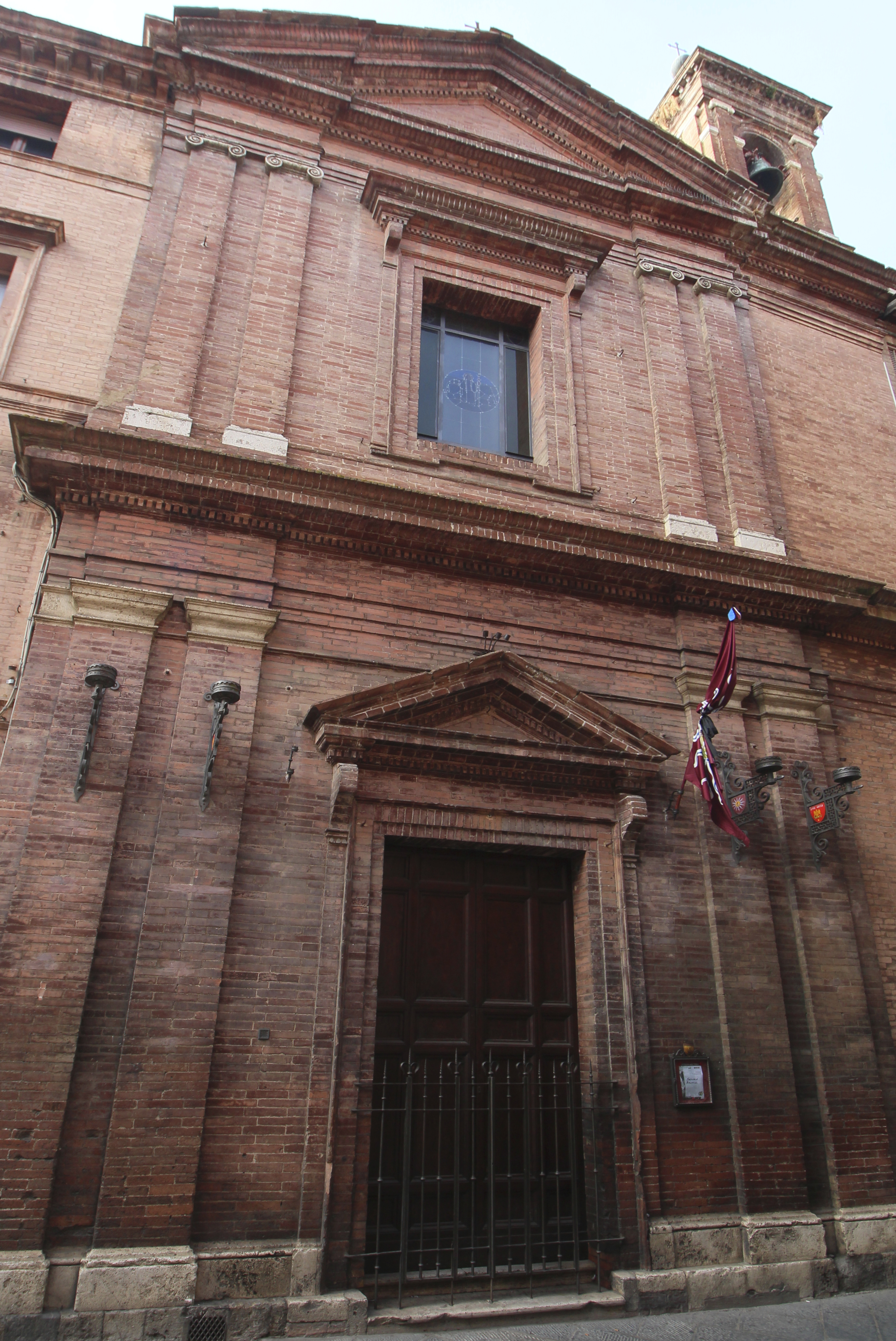
De gevel van de kerk

De kerk van San Giacomo (ook Oratorio di San Giacomo) is een kerk in Siena, die is gewijd aan de heilige Jakobus de Meerdere. Ze behoort tot het aartsbisdom Siena-Colle di Val d’Elsa-Montalcino.

## Locatie
De kerk bevindt zich in het historische centrum binnen de stadsmuren van Siena aan de Via Salicotto. Ze is gelegen in het Terzo di San Martino in de Contrada Torre en wordt gebruikt als de contrada-kerk. Naast de kerk vindt men ook het Contrada Torre Museum en de contrada-fontein aan de linkerzijde.

## Geschiedenis

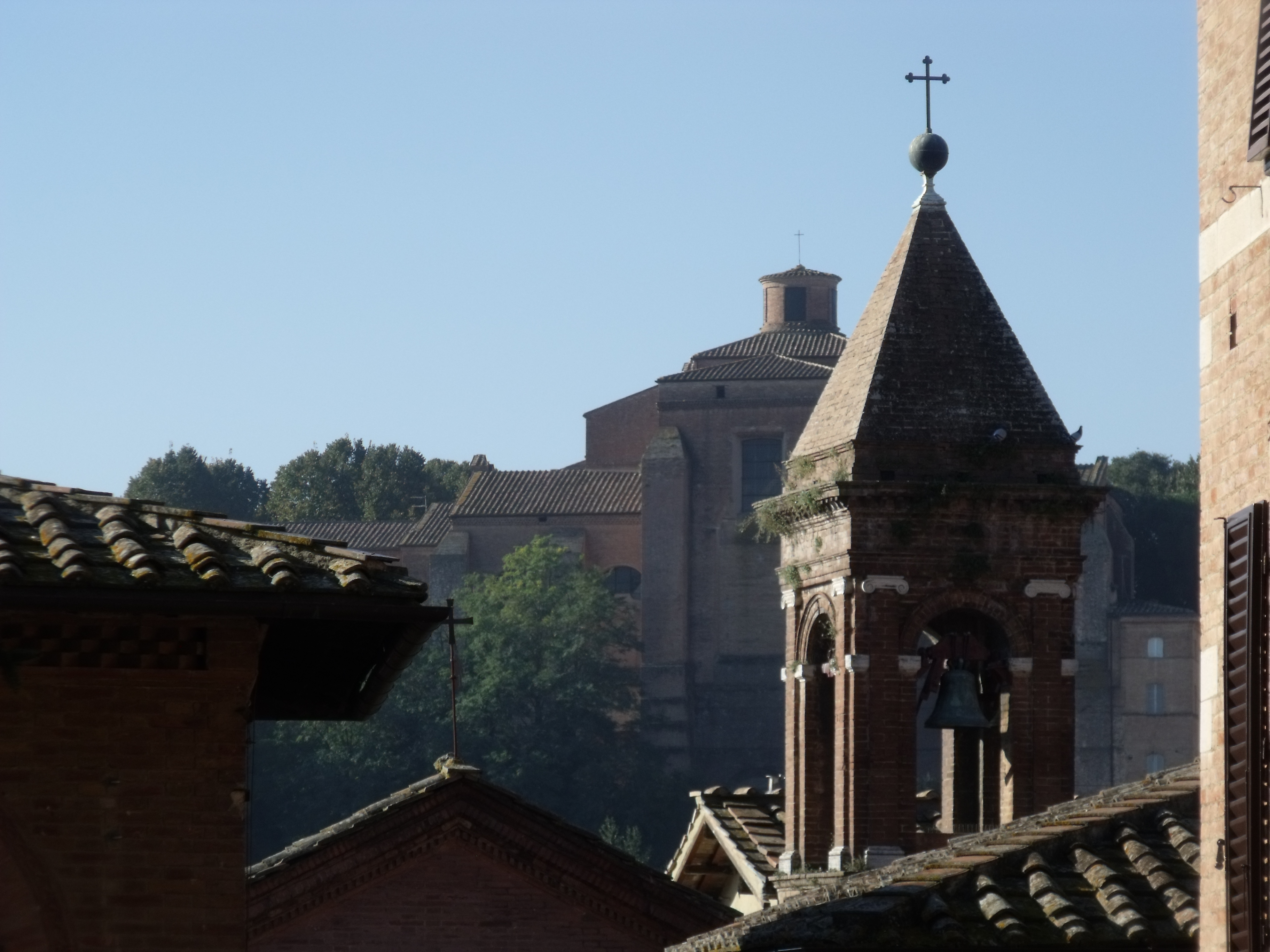
De Campanile van San Giacomo met de klok Gasparre, op de achtergrond Sant'Agostino

De kerk werd gebouwd tussen 1531 tot 1536 om de Slag bij Camollia op de 25e Juli 1526 van Siena tegen Florence en paus Clemens VII te gedenken. De kerk was gewijd aan Jacobus de Meerdere wiens naamdag op 25 Juli gevierd wordt, en aan de heilige Christoffel. De patroonheiligen van de kerk zijn Jacobus de Meerdere en de heilige Anna (26. Juli). Men weet niet wie het initiatief nam voor de bouw: de stad (Repubblica di Siena), de contrada of het volk. Er werden voor de bouw van de kerk stenen gebruikt van het Fortino di San Prospero (ook Fortino dello Sportello) van Baldassare Peruzzi dat toen afgewerkt was. De eerste bronzen klok werd in 1532 gemaakt door Antonio da Siena. Volgens de legende werden hiervoor kanonnen van de verslagen Florentijnen uit de slag van 1526 gesmolten. Van de 16e-eeuwse kerk is er niets bewaard gebleven. De kerk werd verbouwd vanaf 1665 en opnieuw gewijd in 1702. De huidige gevel kwam tot stand in 1667, maar ook daarvan is niet veel meer te zien door de ongelukkige restauratie in 1893 door Giuseppe Partini. Die ontwierp ook de marmeren vloer die door Leopoldo Maccari (1893–1894) werd gerealiseerd. 
Het orgel dateert uit 1835 en werd in Pistoia gemaakt door Giosuè Nicodeme en Giovanni Agati. 
De nieuwe Campanile werd in 1901 gebouwd door Agenore Socini. Bij deze gelegenheid zijn twee nieuwe klokken toegevoegd. De klokkentoren biedt plaats aan vier klokken, maar momenteel zijn er slechts drie. De zegening van de nieuwe klokken vond plaats op 25 juli 1900, de inwijding van de toren, die gepland was voor 5 augustus, werd uitgesteld omwille van de moord op Umberto I. en verplaatst naar 25 juli 1901. De grootste klok (Campana maggiore) wordt Gasparre genoemd naar de schenker Gasparre Olmi, ze heeft een diameter van 66 cm en hangt aan de zijde van de Via Salicotto. Ze is versierd met afbeeldingen van Caspar en de heilige Anna. De kleinere klok (Camapana minore) heeft een diameter van 58 cm, en is versierd met afbeeldingen van de HH. Christoffel en Jacobus. De derde en kleinste klok (Campanina) heeft een diameter van 26 cm. In 1955 werd de dakbedekking vernieuwd. Links van de kerk staat de contrade-fontein van Mauro Berrettini, ze verving in 1984 de vroegere fontein van Fausto Cosini die dateerde uit 1954.

## Kunstwerken in de kerk
- Deifebo Burbarini: 
  - Gesù e San Giacomo (derde schilderij links)
  - Gesù in gloria e San Giacomo (eerste schilderij links )
- Giovanni di Lorenzo Cini: Madonna e Santi, 1545 (tweede schilderij rechts), werd in 1876 ingewerkt in een tabernakel van Pasquale Leoncini)
- Rutilio Manetti: 
  - Martirio di San Giacomo (canvas van 282.5 ×  175 cm) op het hoogaltaar, van 1605[2])
  - Crocifissione, vierde schilderij rechts op het priesterkoor (canvas van 256 × 172,5  cm, 1625, afkomstig uit de Certosa di Maggiano[1])
- Aurelio Martelli (genaamd Il Mutolo, 1644-1721.[3]):
  - San Giacomo con un infermo e Santi (eerste schilderij rechts)
  - San Giacomo risana l'infermo
  - Sant'Anna la Vergine col Figlio e San Giovannino (tweede schilderij links), ca. 1700
- Dionisio Monterselli: Fresco's op het gewelf, voltooid in 1702.
- Sodoma: Andata al Calvario in het museo della contrada (laat werk, gemaakt rond 1546)